# Ли, Челтзи
Челтзи Ли (англ. Cheltzie Lee; род. 21 апреля 1993 года в Сант-Андреусе, штат Новый Южный Уэльс, Австралия) — австралийская фигуристка, выступающая в одиночном разряде. Чемпионка Австралии 2010 года. По состоянию на июнь 2011 года занимает 51-е место в рейтинге Международного союза конькобежцев (ИСУ).

## Карьера

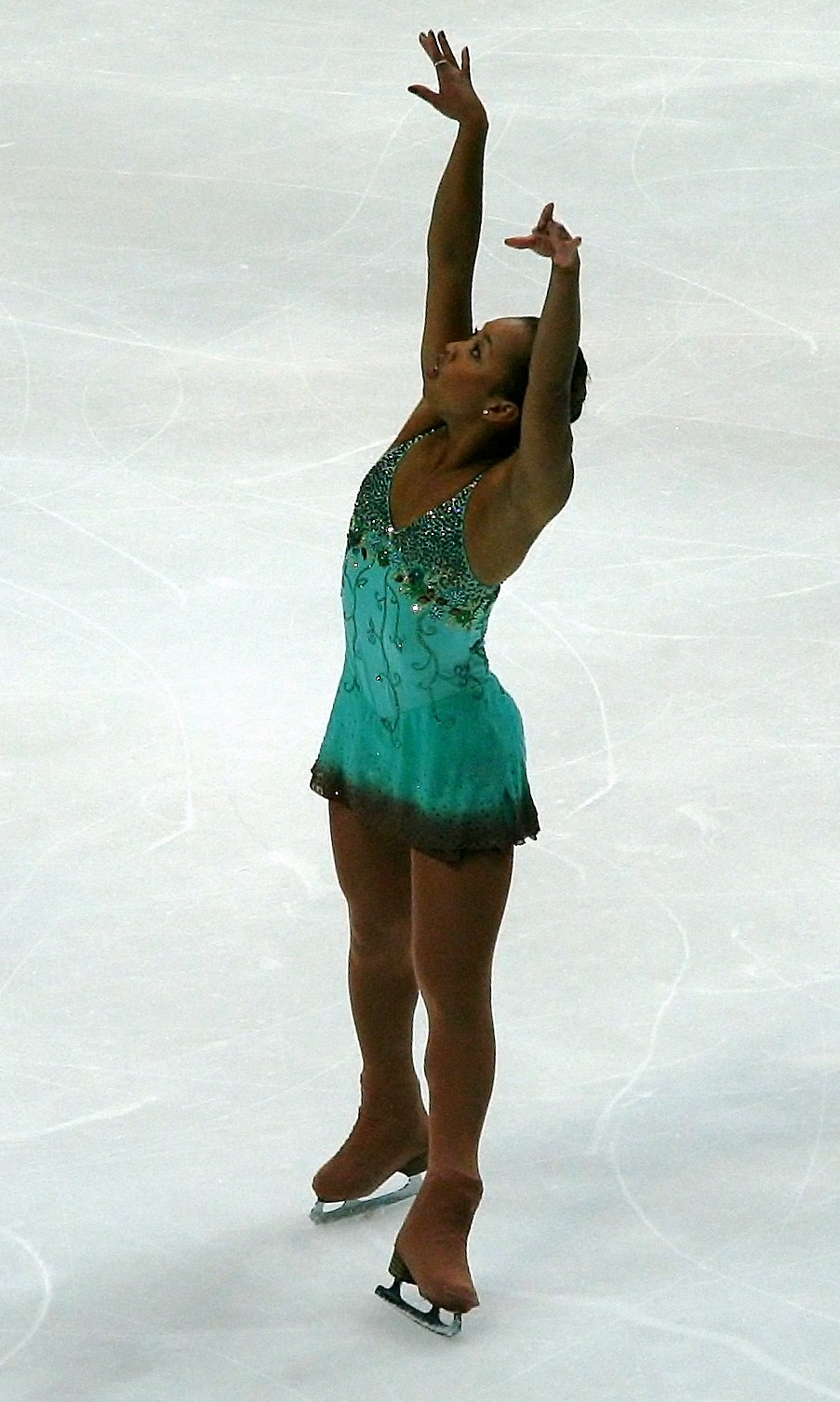
Челтзи на чемпионате мира 2011.

Челтзи начала кататься на коньках в возрасте пяти лет, когда в сильную жару родители отвели её на каток решив что это лучшее место чтобы провести жаркий летний день. Одновременно, с 6 до 12 лет Челтзи занималась гимнастикой, участвовала в национальном чемпионате, а в 2002 году получила титул «гимнастка года». В 2004 году Ли официально завершила свою гимнастическую карьеру, чтобы сосредоточиться на фигурном катании.
В феврале 2008 года Челтзи попала в автомобильную аварию, когда тренировалась в Колорадо. После этого она почувствовала боль в спине, но продолжила готовиться к чемпионату мира среди юниоров, где выступила спустя четыре недели и заняла 23-е место. После соревнований, проведённое медицинское обследование показало стрессовый перелом позвоночника. Челтзи пришлось пять месяцев носить корсет и сделать перерыв в тренировках.
В сентябре 2009 года, на турнире «Nebelhorn Trophy» она заняла 15-е место и не смогла пройти квалификацию на зимние Олимпийские игры 2010, оставшись запасной. В январе 2010 года, за три недели до Игр выяснилось, что в связи с отказами некоторых стран от своих путёвок, место на Олимпиаде в женском одиночном катании досталось Австралии и Челтзи вошла в сборную страны. В Ванкувере она заняла 20-е место, при этом в короткой программе она сумела обновить свой лучший результат.
Сезон 2011—2012 Ли пропускала, что бы сосредоточиться на учёбе в Университете. Она вернулась к соревнованиям в июне 2012 года, выиграв соревнование «Hollins Trophy».

## Личная жизнь
Отец Челтзи имеет китайское происхождение, но родился в Бангладеш, а затем переехал в Австралию. Её мать — афроамериканка, родившаяся в Луизиане.

## Спортивные достижения
| Соревнования                                  | 2005—2006 | 2006—2007 | 2007—2008 | 2008—2009 | 2009—2010 | 2010—2011 |
| --------------------------------------------- | --------- | --------- | --------- | --------- | --------- | --------- |
| Зимние Олимпийские игры                       |           |           |           |           | 20        |           |
| Чемпионаты мира                               |           |           |           | 33        | 17        | 21        |
| Чемпионаты четырёх континентов                |           |           |           | 13        | 14        | 10        |
| Чемпионаты мира среди юниоров                 |           |           | 23        |           |           |           |
| Чемпионаты Австралии                          | 4N.       | 2J.       | 1J.       | WD        | 1         |           |
| Nebelhorn Trophy                              |           |           |           |           | 15        |           |
| Этапы юниорского Гран-при, Германия           |           |           |           |           | 7         |           |
| Этапы юниорского Гран-при, Великобритания     |           |           |           | 14        |           |           |
| Этапы юниорского Гран-при, Австрия            |           |           | 5         |           |           |           |
| Австралийский юношеский Олимпийский фестиваль |           | 6         |           |           |           |           |

- N = уровень «новичок», J = юниорский уровень, WD = снялась с соревнований